# アドルフ・マイヤー
アドルフ・マイヤー（英: Adolf Meyer、1866年9月13日 - 1950年3月17日）は、アメリカ合衆国の医学者、精神科医。元ジョンズ・ホプキンス大学精神科教授。元コーネル大学精神科教授。元アメリカ精神医学会会長。

## 関連人物
- レオ・カナー
- ヒルデ・ブルック
- 丸井清泰